# 梅克赫茲彗星
C/2004 Q2，也稱為梅克赫茲彗星（Comet Machholz），是一顆長週期彗星，唐納德·梅克赫茲於2004年8月27日發現，近日點距離太陽比地球軌道更遠。

## 軌道
考慮到該彗星的軌道偏心率，不同曆元可以對該天體的遠日點距離（最大距離）產生截然不同的二體最佳擬合解。 對於如此高偏心率的物體，太陽重心座標比日心座標更穩定。JPL Horizons 2050年紀元的軌道元素指出該彗星有537天文單位的半長軸和大約12,400年的公轉週期。